# Luba Lisa
Luba Lisa Gootnick (10. března 1941 Brooklyn – 15. prosince 1972) byla americká herečka, zpěvačka a televizní moderátorka, vystupující pouze pod křestními jmény, tedy jako Luba Lisa. 

## Osobní život
Luba Lisa Gootnick se narodila v newyorském Brooklynu židovským rodičům, Esther (rozené Diamant, 1908–1999) a Louisi Gootnickovi (1910–2005), bývalému policistovi. Jejím bratrem je Dr. David Gootnick.

## Kariéra a divadlo
Na Broadwayi se objevila v několika inscenacích, včetně Carnival (1961), kde ztvárnila princeznu Olgu, a I Can Get It for You Wholesale (1962), kde si zahrála po boku Barbry Streisand. V roce 1964 získala roli Anity v broadwayské obnovené premiéře West Side Story, která však byla po 31 představeních ukončena.
Za svou roli Addie v muzikálu I Had a Ball, kde zazpívala píseň „Addie's at It Again“, sklidila nadšené recenze. Píseň byla do muzikálu přidána producenty až po zjištění jejího talentu, ještě předtím, než se dostala na Broadway. Kritik z New York Times o ní napsal: „Luba Lisa, jako Addie, dívka snadných mravů, má příležitost předvést svůj talent svůdné kočky a živé tanečnice v čísle nazvaném 'Addie's at It Again' a v dalším s partou plavčíků s názvem 'Boys, Boys, Boys'“ Za tuto roli byla nominována na cenu Tony Award za nejlepší ženský herecký výkon ve vedlejší roli v muzikálu a získala Theatre World Award. Luba si také zatančila s Mauricem Chevalierem ve filmu Pepe.
V roce 1972 účinkovala v off-broadwayské muzikálové revue They Don't Make Em Like That Anymore po boku Arthura Blakea. Představení bylo postaveno na Blakeových imitacích celebrit, jako byli Marlene Dietrich a James Stewart.
Kromě divadelních parket se pravidelně objevovala před televizní kamerou, někdy jako herečka, častěji jako moderátorka, nebo host. Objevila se v pořadech The John Gary Show (1966), The Tonight Show s Johnnym Carsonem (1962) a Girl Talk (1963).

## Úmrtí
Luba Lisa zemřela 15. prosince 1972 při letecké havárii poblíž Colchesteru ve Vermontu. Letadlo směřovalo na letiště v Burlingtonu a předpokládá se, že příčinou nehody byly nepříznivé zimní povětrnostní podmínky. Zahynuli všichni čtyři lidé na palubě: pilot, Luba Lisa a další dva pasažéři. Je pohřbena se svými rodiči na židovském hřbitově Mount Ararat v Farmingdale v New Yorku.